# Toscana (film)
Toscana er en dansk romantisk comedy drama-film, skrevet og instrueret af Mehdi Avaz og med Anders Matthesen i hovedrollen som den fiktive Michelin-kok Theo Dahl. Filmen blev udgivet den 18. maj 2022 på Netflix som den første danske Netflix Original spillefilm. Den blev overvejende negativt modtaget af anmeldere, som særligt kritiserede dens forudsigelighed og manuskript, men var blandt seerne en succes og blev den femtemest sete film globalt på Netflix i dens første uge.

## Handling
Da Michelinkokken Theo opdager, at han har arvet et italiensk slot fra sin nyligt afdøde far, øjner han chancen for pengene til sin drømmerestaurant. Men da Theo rejser ned for at afvikle stedet, møder han Sophia, den italienske kvinde der holder trådene sammen på det forfaldne slot. Sophia konfronterer Theo med et væld af oplevelser, som ultimativt tvinger ham til at stå ansigt til ansigt med den side af livet, han hidtil har fortrængt.

## Medvirkende
- Anders Matthesen: Theo Dahl
  - Kaiser Houborg: Theo som barn
- Christiana Dell'Anna: Sophia
  - Elva Garcia Seidler: Sophia som barn
- Andrea Bosca: Pino
- Ghita Nørby: Inge
- Sebastian Jessen: Zeuten
- Ari Alexander: Lai
- Christopher Nissen: Svend
- Karoline Brygmann: Melanie
- Lærke Winther: Merle
- Christoffer Jindyl: Vincent
- Pino Ammendola: Lucca
- Sergio Pantani: præst
- Renzo Del Lungo: Livio Ricci
- Caroline Dahm: Camilla

Kilde: Netflix

## Produktion
Optagelserne til Toscana startede den 5. oktober 2020 i Toscana, Italien, og varede 19 dage. Filmen blev produceret af Rocket Road Picures, Mehdi Avaz' filmselskab.  Det var oprindeligt meningen, at den skulle være udgivet i biograferne i december 2021, men på grund af coronaviruspandemien blev den udskudt. Da filmen var færdigproduceret, købte Netflix distributionsrettighederne, aflyste biografpremieren og satte udgivelsesdatoen til den 18. maj 2022 på deres platform.

## Udgivelse
Toscana blev udgivet den 18. maj 2022 på Netflix som den første danske Netflix Original spillefilm.

## Modtagelse
Filmen blev en stor succes blandt seere. I den første uge efter udgivelsen blev den set i cirka 14,8 millioner timer, svarende til cirka 10 millioner seninger, og var den mest sete ikke-engelsksprogede film og den femtemest sete film på Netflix på globalt plan.

### Anmeldelser
Toscana blev modtaget overvejende negativt af anmeldere. I en anmeldelse inden den offentlige udgivelse gav Filmmagasinet Ekko filmen 2 ud af 6 stjerner, kritiserede den manglende realisme og skrev, at "Toscana smager af Kollision [en anden film instrueret af Mehdi Avaz] i sin papirtynde karaktertegning og klodsede manuskript". Kort efter udgivelsen gav Soundvenue den ligeledes 2 ud af 6 stjerner og kritiserede især dens forudsigelighed og, ligesom Ekko, manuskriptet; mest af alt føltes Toscana ifølge anmelderen som "spild af Anders Matthesens talent". Berlingske var lidt mere positiv med en bedømmelse på 3 ud af 6 stjerner, men kritiserede også filmens forudsigelighed og manglende realisme og kaldte det "ikke bare en film, der omfavner klicheerne, den inviterer klicheer med hjem og laver morgenmad dagen efter". Anmelderen tilføjede dog, at "den ikke [er] uden charme", og roste Anders Matthesens skuespil.
Anderledes positiv var en engelsksproget anmeldelse. Los Angeles Times nævnte ligeledes filmens forudsigelighed, men konkluderede, at "hovedpersonerne er sympatiske, og som det normalt er tilfældet med film som denne, er der en vis tilfredsstillelse i at se, hvordan alle prikkerne bliver forbundet".